# NestJS
NestJS (ou apenas Nest) é um framework Node.js de código aberto destinado ao desenvolvimento de aplicativos do lado do servidor. Foi criado por Kamil Mysliwiec e lançado em 2017. Sob o capô, por padrão, o NestJS faz uso do framework Express.js, sendo também compatível com o Fastify. Sua arquitetura é fortemente inspirada no Angular. 